# SN 2020fqv
SN 2020fqv は、2020年3月31日におとめ座の銀河NGC 4568で発見された超新星。名称の「SN」は超新星を意味するSuper Novaの略、「2020fqv」は2020年に観測・報告された4,520個目の突発天体であったことを示している。
2020年3月31日、アメリカカリフォルニア州にあるパロマー山天文台のZTF (Zwicky Transient Facility) によって検出された。発見の翌日にはアジアーゴ天文台のコペルニコ1.82 メートル望遠鏡での分光観測結果からII型超新星に分類された。ちょうど超新星爆発が起きた前後の期間に、アメリカ航空宇宙局 (NASA) の太陽系外惑星探査衛星TESSがこの領域の観測を行っていたことから、30分間隔という精密な光度曲線を得ることができた。また、超新星爆発発生から79時間後にはハッブル宇宙望遠鏡による観測が始められた。これらの観測結果から、SN 2020fqv はII-P型超新星に分類され、その前駆天体は、II型超新星の前駆天体としては典型的な、零歳主系列星 (ZAMS）時質量13.5-15 M☉の赤色超巨星であったと結論付けられた。

## 母銀河NGC 4568

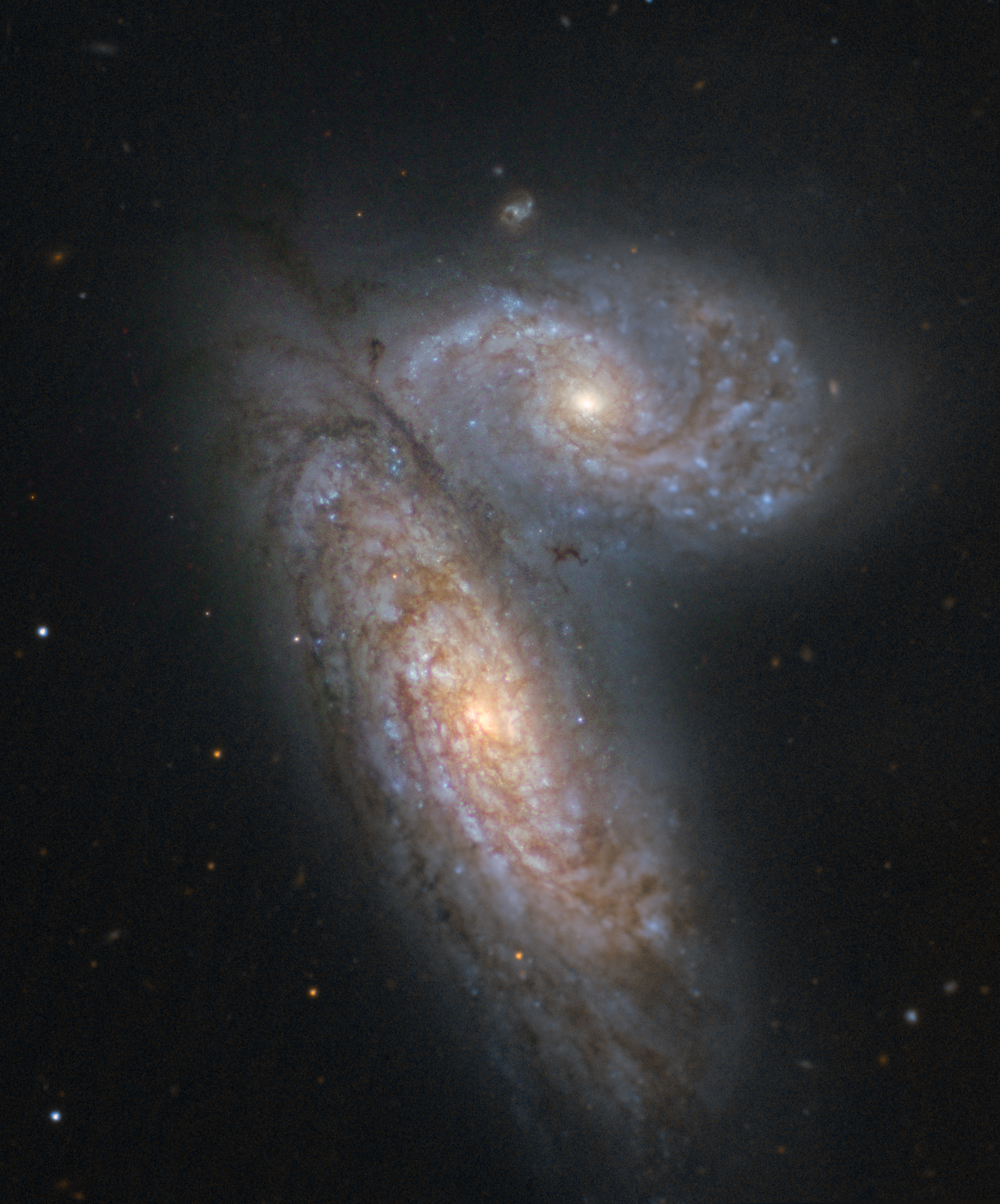
NGC 4567（右上）とNGC 4568（左下）

母銀河のNGC 4568はおとめ座銀河団に属する銀河で、太陽系から約5400万光年の距離にあるとされる。すぐ隣のNGC 4567からの重力相互作用を受けており、これらの銀河のペアはその姿から「バタフライ銀河 (Butterfly galaxies)」とも呼ばれている。NGC 4568では、過去にSN 1990B、SN 2004ccの2つのIc型超新星が観測されており、SN 2020fqvはこの銀河で発見された3個目の重力崩壊型超新星となった。